# Bürgerliche Mitte
Die Bürgerliche Mitte (Kurzbezeichnung: Bü-Mi) ist eine Wählervereinigung in Hamburg. Sie wurde von Mitgliedern von Wir wollen Lernen gegründet. Vorsitzende ist Mareile Kirsch.

## Geschichte

### Gründung
Die Bü-Mi wurde durch einige Mitglieder die Bürgerinitiative „Wir wollen Lernen (WWL)“ gegründet, welche bei der Diskussion und beim Volksentscheid zur Schulreform in Hamburg 2010 eine entscheidende Rolle gespielt hatte. Nach dem Volksentscheid waren Diskussionen aufgekommen, die WWL in eine Partei bzw. Wählervereinigung über zuführen. Nach der Entscheidung zu Bürgerschaftswahl in Hamburg 2011 nach dem vorzeitigen Ende der schwarz-grünen Koalition entschied sich der Vorsitzende der WWL Walter Scheuerl jedoch dafür, auf der Landesliste der CDU anzutreten.
In der Folge gründeten einige Mitglieder der WWL am 17. Dezember 2010 die Wählervereinigung Bürgerliche Mitte. Die Bü-Mi sammelte die 1000 notwendigen Unterstützungsunterschriften und wurde damit zur Bürgerschaftswahl 2011 zugelassen. Bei der Wahl erhielt sie rund 0,2 Prozent der Stimmen.

### Streit um Logo
Das Logo der Bü-Mi ähnelt stark dem Logo der WWL. Nach Vorstellung des Logos forderte der WWL-Vorsitzende Scheuerl die Bü-Mi auf, das Logo abzuändern.

### Weitere Entwicklung
Nach dem Ende des Jahres 2011 kam es nicht mehr zu sichtbaren Aktivitäten der Bü-Mi, Mareile Kirsch führte in dieser Zeit die Initiative „G9 – Jetzt!“, um per Volksentscheid das 13. Schuljahr an Gymnasien wieder einzuführen. Zur Bürgerschaftswahl 2015 gründete sie eine neue Wählervereinigung namens Hamburger Bürger-Liste.

## Programmatik
Hauptanliegen der Wählervereinigung ist die Abschaffung des Abiturs nach zwölf Schuljahren. Mindestforderung ist eine Wahlmöglichkeit zwischen zwölfjährigem und dreizehnjährigem Abitur. Weitere Programmpunkte sind Forderungen nach mehr Teilzeitarbeitsplätze für junge Mütter und gebührenfreie Kita-Plätze für Kinder von Hartz-IV-Empfängern. Die Bü-Mi will eine Mittelstandsorientierte Wirtschaftspolitik, den Verzicht auf Prestigeprojekte wie die Stadtbahn Hamburg und eine bessere Überprüfung des Hamburger Haushalts.